# Museu Alcoià de la Festa
El Museu Alcoià de la Festa (MAF) es: Museo Alcoyano de la Fiesta, de Alcoy (Alicante), Comunidad Valenciana es un museo dedicado íntegramente a las fiestas de Moros y Cristianos de Alcoy, en donde el visitante puede experimentar todos los detalles, aspectos y sentimientos que rodean a la fiesta. 

## Edificio
El señorial edificio que alberga el MAF conocido popularmente como "Casal de Sant Jordi", tiene su origen en el siglo XVII y fue propiedad de las familias nobles alcoyanas Jordá y Merita, hasta su adquisición en 1954 por la Asociación de Sant Jordi que lo rehabilitó para albergar su sede. El edificio está compuesto por semisótano y tres plantas  superiores.

## Museo
El origen del museo se encuentra en el hecho de que anualmente todos los capitanes y alféreces de las filaes moras y cristianas donaban sus trajes a la Asociación de Sant Jordi, entidad organizadora de la fiesta de moros y cristianos en Alcoy. Este antiguo museo, con una amplia colección de trajes y diseños junto con otros muchos objetos era visitable en la propia sede de la asociación. 
Será en el año 2004 cuando la asociación decide crear el nuevo museo que fue inaugurado en 2006.
El museo presenta los siguientes contenidos, distribuidos por plantas:
- Vestíbulo:

El vestíbulo acoge una sala de exposiciones temporales relacionadas con la fiesta, además de la recepción y la tienda. Dispone de una sala donde se proyecta un audiovisual sobre el origen de la fiesta, la devoción a San Jorge y su patronazgo.
- Primera planta:

Está dedicada a una vasta colección de carteles de la fiesta, en la que se puede contemplar el primer ejemplar conservado, de 1876. En esta planta se encuentra también la sala de la Asociación de Sant Jordi, entidad que remonta su origen al siglo XVIII y que vela por la continuidad y organización de las fiestas. 
En esta planta hay un espacio dedicado a San Jorge, patrón de Alcoy, donde se aproxima al visitante a su iconografía tradicional y a su particular representación alcoyana. En esta sala se exhibe un audiovisual que descubre su leyenda y la devoción que se le profesa en todo el mundo cristiano.
- Segunda planta:

Acoge varias estancias que recogen los distintos aspectos de la fiesta y sus protagonistas. La sala "Una música para la fiesta" está dedicada a la música, fundamental en la fiesta, en donde se presenta a compositores, intérpretes y partituras del gran repertorio que conforma este género creado expresamente para los Moros y Cristianos.
Otra sala está dedicada al testimonio de la fiesta, con datos históricos sobre el origen de la celebración, así como los testimonios y opiniones de historiadores, sociólogos, antropólogos, festeros y alcoyanos en general.
Al fondo de esta planta, se encuentra la sala dedicada a los cargos festeros, en donde se encuentra una amplia selección de trajes y diseños que anualmente se renuevan coincidiendo con la rotación entre las propias filaes. 
Otra estancia acerca al visitante al trabajo anual, previo a las celebraciones, donde se puede apreciar la labor de todos los profesionales que contribuyen a la realización de la fiesta, además de una pequeña muestra de gastronomía típicamente festera y alcoyana.
La sala central de esta planta esta dedicada a las protagonistas de la fiesta, las veintiocho filaes que conforman la fiesta, donde el visitante puede conocer sus indumentarias y su historia.
- Tercera planta:

En esta planta el visitante puede realizar Un Paseo por la Historia, en donde se puede observar la evolución de las indumentarias de Sant Jordiet, Capitanes y Alféreces a lo largo del tiempo. Esta sala se encuentra en una parte del antiguo museo, germen del actual museo.
Las salas centrales están dedicadas a La Trilogía: Sensaciones y Emociones y muestran las fiestas del año anterior por medio de distintos audiovisuales.
Una antesala representa el Día de los Músicos, en donde se interpreta el Himno de la Fiesta en una Plaza de España abarrotada. En la sala contigua se proyectan imágenes de la Trilogía Festera, del Día de las Entradas, el Día de San Jorge y el Día del Alardo.